# Hi Hi Puffy AmiYumi
Hi Hi Puffy AmiYumi è una serie televisiva animata prodotta da Renegade Animation per conto di Cartoon Network. La serie è stata ideata da Sam Register, che ne è anche il produttore esecutivo.
Secondo l'autore il target dell'opera sono gli adolescenti dai 16 anni in su. Tuttavia, il cartone ha un suo seguito anche tra i fan delle reali Ami Ōnuki e Yumi Yoshimura, le quali fanno parte al vero del gruppo J-pop PUFFY (noto in Nord America col nome di "Puffy AmiYumi"). Quest'ultima ha avuto una vasta popolarità in Giappone sin dal suo debutto nel 1996 ed è conosciuta dal pubblico americano anche per il fatto che suona la sigla iniziale dei Teen Titans.
Sostanzialmente, la serie racconta in modo caricaturale le avventure della suddetta band.

## Produzione
Il cartone è stato prodotto interamente negli Stati Uniti usando una combinazione di animazione tradizionale e Macromedia Flash. Originariamente la serie era lunga trenta minuti (inclusa la pubblicità).
Nella prima stagione della serie erano presenti delle brevi scenette scherzose interpretate dalle vere Ami e Yumi (in inglese o in giapponese non sottotitolato). Nella seconda e nella terza le scenette sono mostrate solo in apertura e in chiusura. Nell'edizione italiana esse sono doppiate solo saltuariamente. A partire dalla seconda stagione, inoltre, alcuni episodi erano preceduti da videoclip. Al termine dell'episodio "Sitcomi Yumi", infine, Ami e Yumi accendono la televisione e vedono il personaggio di Tetsu insieme alle vere artiste.
Le PUFFY eseguono la sigla iniziale del programma in varie lingue, a seconda delle zone in cui è trasmesso, e in diversi episodi vi sono loro canzoni in sottofondo in aggiunta alle musiche del portoricano Andy Sturmer.
Nella serie i protagonisti viaggiano per il mondo con il loro autobus. Esteriormente si presenta come un veicolo a due assi, di lunghezza e altezza comparabili con gli altri della categoria, equipaggiato con un potente motore installato a vista anteriormente e vistosi tubi di scappamento. Interiormente, però, offre un notevole spazio abitativo, con tre stanze da letto, una per protagonista, letti singoli di dimensioni standard, luoghi di ricovero delle attrezzature e degli strumenti, diversi televisori e computer. Nell'episodio "Domo", Tetsu accenna alla presenza di un'area situata in un ipotetico piano superiore. Il bus sembra inoltre in grado di marciare autonomamente tramite pilota automatico, dato che in molti episodi i protagonisti alloggiano in cabina mentre esso è in movimento. Talvolta la porta posteriore viene aperta in piena corsa per ricevere dei pacchi generalmente trasportati da un ragazzo in scooter.
Sebbene i personaggi parlino in inglese o nella lingua prevista dal doppiaggio, il copione prevede alcune battute in giapponese colloquiale, in particolare quando essi mostrano sgomento di fronte a certe situazioni. L'invocazione di aiuto, ad esempio, è sovente sostituita con l'espressione "Tasukete!". Nella versione italiana le battute in giapponese non sono doppiate né sottotitolate.

## Personaggi

### Principali
Hi Hi Puffy AmiYumi designa i personaggi principali con gli stessi nomi e gli stessi ruoli dei membri del gruppo reale, ma con caratteristiche fisiche e psichiche volutamente esagerate, al fine di provocare la rottura della cosiddetta quarta parete.
- Ami Ōnuki (pron. ˈɑːmi) è la più grande e matura del duo; è rappresentata come una ragazza vivace, dolce, romantica, ottimista e graziosa, con occhi e capelli color magenta. Adora il Bubblegum pop, indossa sempre un vestito anni sessanta, stivali bianchi che arrivano alle ginocchia e porta un fiore fra i capelli. Ami riesce sempre a cogliere il lato positivo delle cose e trova la soluzione ad ogni problema; tuttavia, sa anche dimostrarsi capricciosa, infantile e maniaca dell'ordine. Nella versione originale è doppiata dall'attrice Janice Kawaye, mentre in quella italiana da Barbara Pitotti.
- Yumi Yoshimura (pron. /ˈjuːmi/) ha due anni in meno rispetto ad Ami. È una punk rocker cinica e sarcastica, ribelle, decisa e sicura di sé con capelli color violetto e occhi celesti. Il suo abbigliamento è una commistione tra gli stili heavy metal, grunge e gotico, ovvero collare e braccialetti borchiati, una T-shirt color violetto con il disegno di un teschio (Quest'ultimo può persino cambiare espressione seguendo quelle di Yumi), una minigonna nera, pantacollant viola e anfibi neri. Essendo più giovane, Yumi ha un carattere più irruente di Ami, prende spesso decisioni avventate e tende ad essere più egoista. Tuttavia ha anche un lato maturo che le permette di affrontare più facilmente le ossessioni infantili di Ami e ad aiutarla di conseguenza. Nella versione originale la voce è quella di Grey DeLisle, mentre in quella italiana da Perla Liberatori.
- Kaz Harada, detto Tetsu, è il manager delle due cantanti, costantemente alla ricerca del guadagno di denaro senza fatica, anche a costo di ricorrere a trovate bislacche. Il personaggio è ispirato al vero Kaz Harada, agente di spettacolo della band reale. Tetsu è un appassionato di sumo, come si evince dall'episodio "Sumo Kaz". È molto più basso rispetto alle due ragazze, è quasi completamente calvo, ha la barba incolta e porta un vistoso paio di occhiali. Indossa abitualmente una T-shirt nera e un paio di jeans. In originale è doppiato da Keone Young, mentre in italiano è doppiato da Massimo Milazzo.
- Jang Keng e Tekirai sono rispettivamente i gatti di Yumi e Ami. Jang Keng (chiamato a volte "Jengo") è nero a pelo corto, Tekirai (detto anche "Teki" per brevità) è bianco a pelo lungo. Ami e Yumi li adorano, al contrario di Tetsu, il quale è sempre preso di mira dalle loro marachelle.

### Secondari
- Harmony è la "Fan Numero Uno" autoproclamata del duo e successivamente anche di Tetsu (alla fine dell'episodio "Dis-Harmony" e in "Fan Clubs"). Si presenta come una bambina psicotica di sei anni che rincorre e importuna i protagonisti ovunque vadano senza soluzione di continuità. La voce originale è di Sandy Fox, mentre in quella italiana è di Francesca Manicone.
- Eldwin Blair è uno speculatore edile dall'aspetto sinistro, antagonista di Ami e Yumi in due episodi. Egli tenta, generalmente, di distruggere luoghi incontaminati o piccole proprietà terriere per i suoi loschi traffici. Il suo doppiatore inglese è Tom Kenny.
- Re Chad è l'imbattibile campione del gioco di carte Stu-Pi-Doh! (parodia di Yu-Gi-Oh!). Nell'episodio "Janice Jealous" aveva una relazione sentimentale con una ragazza di nome Janice, appassionata come lui di videogiochi, trucchi con lo yo-yo e fumetti. In accordo con il suo nome, Re Chad porta sul capo una corona dorata foderata di pelliccia e siede su un trono splendidamente decorato.
- Muro è un omone goffo e scarsamente intelligente ingaggiato da Tetsu come guardia del corpo. È iperprotettivo e impedisce a chiunque di avvicinarsi ad Ami e Yumi. Successivamente Tetsu l'ha assunto come addetto al controllo degli invitati di una sua festa e, più recentemente, Ami ha cercato di farlo diventare un roadie. Parla sempre in terza persona.
- Domo è il cane di Tetsu. È molto somigliante al suo padrone, persino negli occhiali. Sempre come Tetsu è in conflitto con Jang Keng e Tekirai, specialmente perché gli piace mangiare il loro cibo.
- I Succhia Talento sono un trio rock di vampiri transilvani che sono apparsi per la prima volta nell'omonimo episodio "succhiando" il talento musicale da Ami e Yumi. Essi ritornano in altri due episodi. Il frontman nonché dritto del gruppo è Vlad, segue Nicolai, più basso di Vlad e facilmente suggestionabile (una gag ricorrente vede Vlad costretto a leccare Nicolai per fargli riprendere i sensi), e infine Mitch, l'unico ad esprimersi con gemiti e grugniti. Sono una rappresentazione ironica dello stereotipo del gruppo Heavy metal. Il personaggio di Mitch inoltre ricorda come stile e canto il classico viking metaller.
- Atchan è un ragazzo che Ami e Yumi conobbero mentre si trovavano a Camp Youwannasushi. Crede di essere un supereroe, ma prima di questo evento il suo aspetto ricordava quello di Mac de Gli amici immaginari di casa Foster. Dopo ha cominciato a vestirsi come Kamen Rider e si è dipinto una stella sull'occhio destro, similarmente al chitarrista dei Kiss Paul Stanley.
- Julie è un'amica di Yumi nell'episodio "Julie AmiYumi". È un ex membro della band che suona la keyboard guitar. Tratta Yumi gentilmente, ma osteggia Ami (che chiama Arthur perché non si ricorda il suo nome). In detto episodio cerca, senza riuscirci, di dividere Ami e Yumi per vendetta: ritiene infatti che le due abbiano rubato la celebrità che crede le spettasse di diritto. Al termine dell'episodio, mentre si trova sotto la pioggia, giura nuovamente vendetta.

## Episodi
Hi Hi Puffy AmiYumi ha debuttato per la prima volta negli Stati Uniti, il 20 novembre 2004. Dato che Cartoon Network è accessibile in tutto il mondo, il programma è stato doppiato in più lingue e lanciato anche su altri network televisivi, come il canadese YTV. In Italia è trasmesso su Cartoon Network dal 31 ottobre 2005 al 12 agosto 2008 ed è stato riproposto anche sul canale digitale terrestre Boing. La seconda stagione è andata in onda in Italia dal 30 gennaio 2006. La terza stagione è andata in onda in Italia dal 2 ottobre 2006.
In Giappone la trasmissione è cominciata nel 2005 sempre su Cartoon Network, dapprima in inglese con sottotitoli in giapponese, poi con doppiaggio integrale.
1. "Dis-Harmony / Collect All 5! / Ninjacompoop"
2. "Talent Suckers / Ole! / Mini-Puffs"
3. "Ami's Secret / Taffy Trouble / Dance A-Go-Go"
4. "Ami Goes Bad / Robo-Pop / Metal Mental"
5. "Showdown! / In The Cards / Team Teen"
6. "Opera Yumi / Save The Farm / Pen Pal"
7. "Surf's Up / Stupid Cupids / Brat Attack"
8. "Kaz Almighty / Allergic / Spaced Out"
9. "Yumi Saves Kaz / Rock N Roe / Scowlitis"
10. "Treasure Map / Kaz vs. Katz / Bad Manager"
11. "The Amazing Kaz-Am / Puffylicious / Lights, Camera, Danger"
12. "Fan Clubs / Cat Nap / Cursed"
13. "Eye Sore / Mean Machine / Sea Sick"
14. "Koi Fish / Arbor Day / Ami Ami"
15. "Visiting Hours / Kitty Kontest / Chow Down"
16. "Hungry Yumi / The Oddyguard / Song Sung Bad"
17. "Helping Hand / Neat Freak / Hypno Kaz"
18. "In Harmony's Way / Time Off / Home Insecurity"
19. "Uninvited / Camping Caper / Cell Block Rock"
20. "Ami Yumi 3000 / The Ride Stuff / Were-Kaz"
21. "Ski Sick / Claw and Order / Janice Jealous"
22. "Domo / Yumi Goes Solo / Cat Feud"
23. "Super Zero / Artist Ami / Ikkakujuu"
24. "Run, Cat, Run / Driving School / Record Breakers"
25. "Rock Lobsters / Phantom of Rock / Fungus"
26. "Soap Box Derby / Talent Suckers Return / Prisoners of Yoyovia"
27. "Secret Origin / Legend of Mei Pie / Under the Hood"
28. "Movie Madness / Stop the Presses / Hired Help"
29. "Puffy B.C. / Dupli-Cats / Agent Y"
30. "Manga Madness / Junior Tapeworm / Kazalot"
31. "The Golden Fleas / The Golden Fleas 2 / Sitcomi-Yumi"
32. "Spree! / Granny / A Grave Mistake"
33. "Motor Psycho Mamas / Oldie AmiYumi / Trouble With Mimes"
34. "Jungle Prom / Truth or Dare / Sumo Kaz"
35. "Tooth Decay / Gridiron Maidens / Sound Off"
36. "Small Stuff / BC Road Trip / Puffynauts"
37. "Evil AmiYumi / Butterscotch / Big Waldo"
38. "Disco Capers / House Unkeeping / Number, Please"
39. "Manga Madness II / Julie AmiYumi / It's Alive!"

## Riconoscimenti
La serie è stata candidata agli Annie Awards due volte nel 2005 e una nel 2006.

## Doppiaggio
| Personaggio        | Doppiatore originale | Doppiatore italiano |
| ------------------ | -------------------- | ------------------- |
| Ami Onuki          | Janice Kawaye        | Barbara Pitotti     |
| Yumi Yoshimura     | Grey DeLisle         | Perla Liberatori    |
| Tetsu (Kaz) Harada | Keone Young          | Massimo Milazzo     |
| Jang Keng          | Grey DeLisle         | Monica Volpe        |
| Tekirai            | Janice Kawaye        | Eva Padoan          |
| Harmony            | Sandy Fox            | Francesca Manicone  |
| Agente X           |                      | Sergio Luzi         |
| Flash              |                      | Sergio Luzi         |
| Atchan             |                      | Gianluca Crisafi    |
| Rocky              |                      | Pierluigi Astore    |
| Slim               |                      | Pierluigi Astore    |
| Cavaliere          |                      | Federico Di Pofi    |
| Amplificator       |                      | Enrico Chirico      |
| Patience           |                      | Deborah Ciccorelli  |
| Nonna              |                      | Cristina Dian       |
| Nikolai            |                      | Stefano Billi       |
| Vlad               |                      | Daniele Barcaroli   |
| Mister Master      |                      | Tony Orlandi        |
| Julie              |                      | Deborah Ciccorelli  |

## Merchandise

### CD
- Hi Hi Puffy AmiYumi
- Hi Hi

### DVD
- Let's Go! (2005)
- Rock Forever! (2006)

### Videogiochi
- Hi Hi Puffy AmiYumi: Kaznapped! (Game Boy Advance) (2005/2006)
- Hi Hi Puffy AmiYumi: The Genie and the Amp (Nintendo DS) (2006)

### Gadget
- Riproduzione gonfiabile dell'autobus delle Puffy AmiYumi, completo di pupazzetti dei protagonisti. Un carro allegorico a tema è apparso alla Macy's Thanksgiving Day Parade del 2005;
- Una linea di giocattoli per lanciata dalla Mattel a Natale 2005;
- La ditta di costumi americana Rubie's ha realizzato costumi di Ami e Yumi più i rispettivi accessori in occasione della festa di Halloween del 2006.[6][7]

## Curiosità
- Hi Hi Puffy AmiYumi è stata la prima serie di Cartoon Network a usare brani musicali su licenza.
- La sigla iniziale è stata tradotta e cantata dalle stesse Puffy AmiYumi in inglese, in spagnolo e in portoghese.
- Kaz "Tetsu" Harada, il manager di Ami e Yumi, non solo è la caricatura di un vero manager delle Puffy AmiYumi, ma si chiamava davvero Kaz Harada nella vita reale. Morì poco prima che la serie animata andasse in onda.
- L'episodio "Surf's up" della prima stagione venne censurato negli Stati Uniti per il suo titolo originale "TsunAmiYumi": l'episodio venne trasmesso il 31 dicembre 2004, pochi giorni dopo uno tsunami scatenatosi nell'Oceano Indiano. Nonostante venne cambiato il titolo e rimosso ogni riferimento agli tsunami nei dialoghi, l'episodio non si salvò dalla censura statunitense. Tuttavia nei titoli di coda è possibile vedere una scena dell’episodio non censurata, e da Marzo 2022 gli utenti Latino-Americani del sito streaming “MAX” (precedentemente conosciuto come “HBO MAX”) possono vederlo in Spagnolo,Portoghese e Inglese.
- Il doppiaggio italiano della serie era considerato un Lost Media parzialmente ritrovato.   Sono stati ritrovati solo due segmenti: “Artist Ami” 23B e una camrip del segmento “Time off” 18B pubblicata su YouTube nel 2009,per poi essere rimossa per copyright nel 2021 dalla Turner. Nel 2023 grazie all'utente Discord Gabri2007 in possesso di un DVD guida prodotto dalľ ente televisiva Boing chiamato "Guardo&Imparo" fu ritrovato il cartone, alľ interno del DVD sono presenti più serie animate tra cui: Pokèmon, Grisù il draghetto, Commando nuovi diavoli, Ovino va in città e Hi Hi Puffy AmiYumy Completamente in Italiano. Ad oggi la serie è disponibile su YouTube
- Yumi fa un cameo in OK K.O.! nel ventiquattresimo episodio della seconda stagione “Crossover Nexus” insieme ad altri personaggi di spicco di Cartoon Network.